# تئاتر بوث
تئاتر بوث (انگلیسی: Booth Theatre) یک سالن تئاتر متعلق به سازمان شوبرت در شهر نیویورک، آمریکا است.
این تئاتر که در سال ۱۹۱۳ تأسیس شده در منطقه تئاتر برادوی قرار دارد و دارای ۷۸۳ نفر ظرفیت است.

## نگارخانه

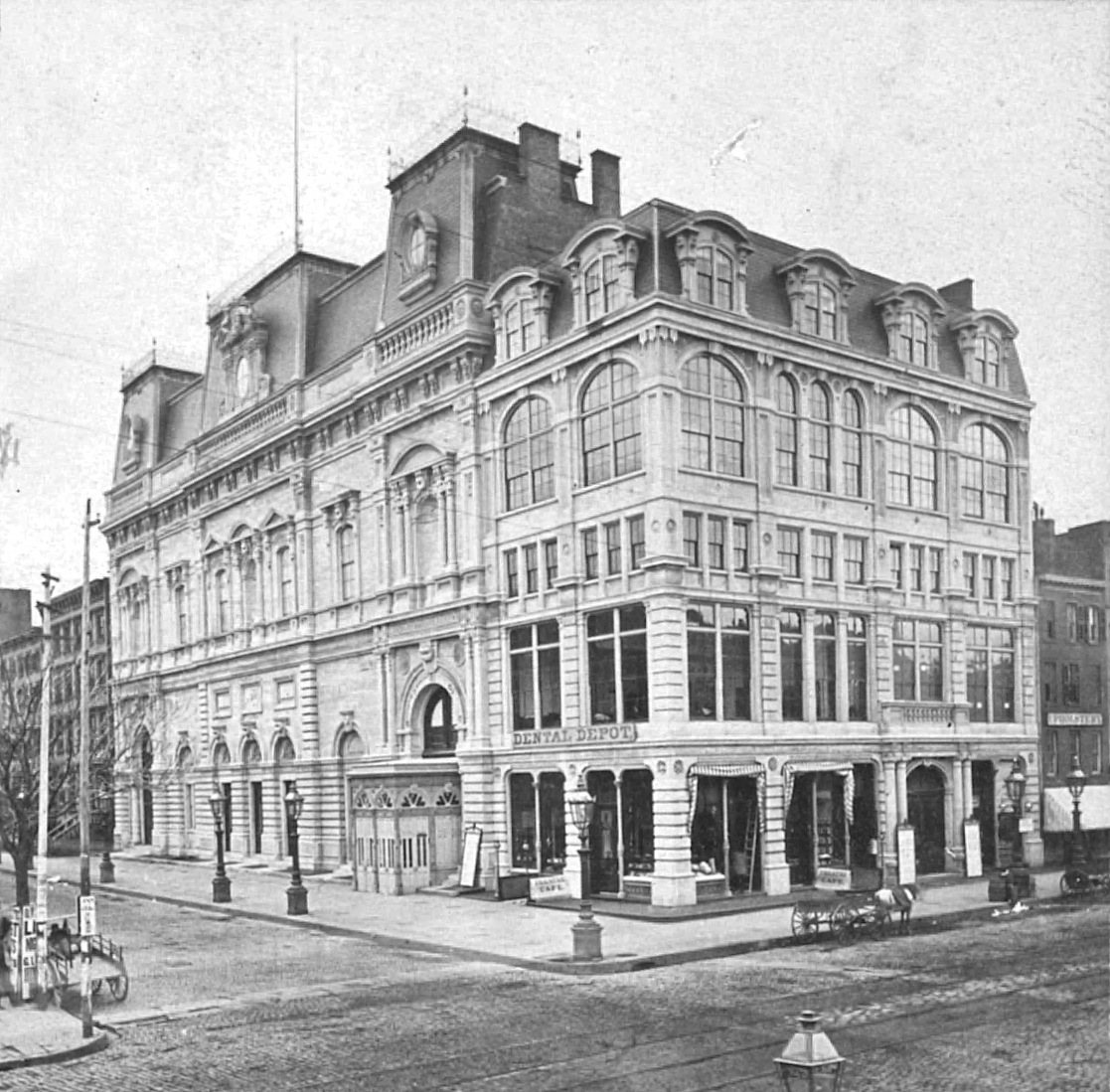
ساختمان قدیمی تئاتر
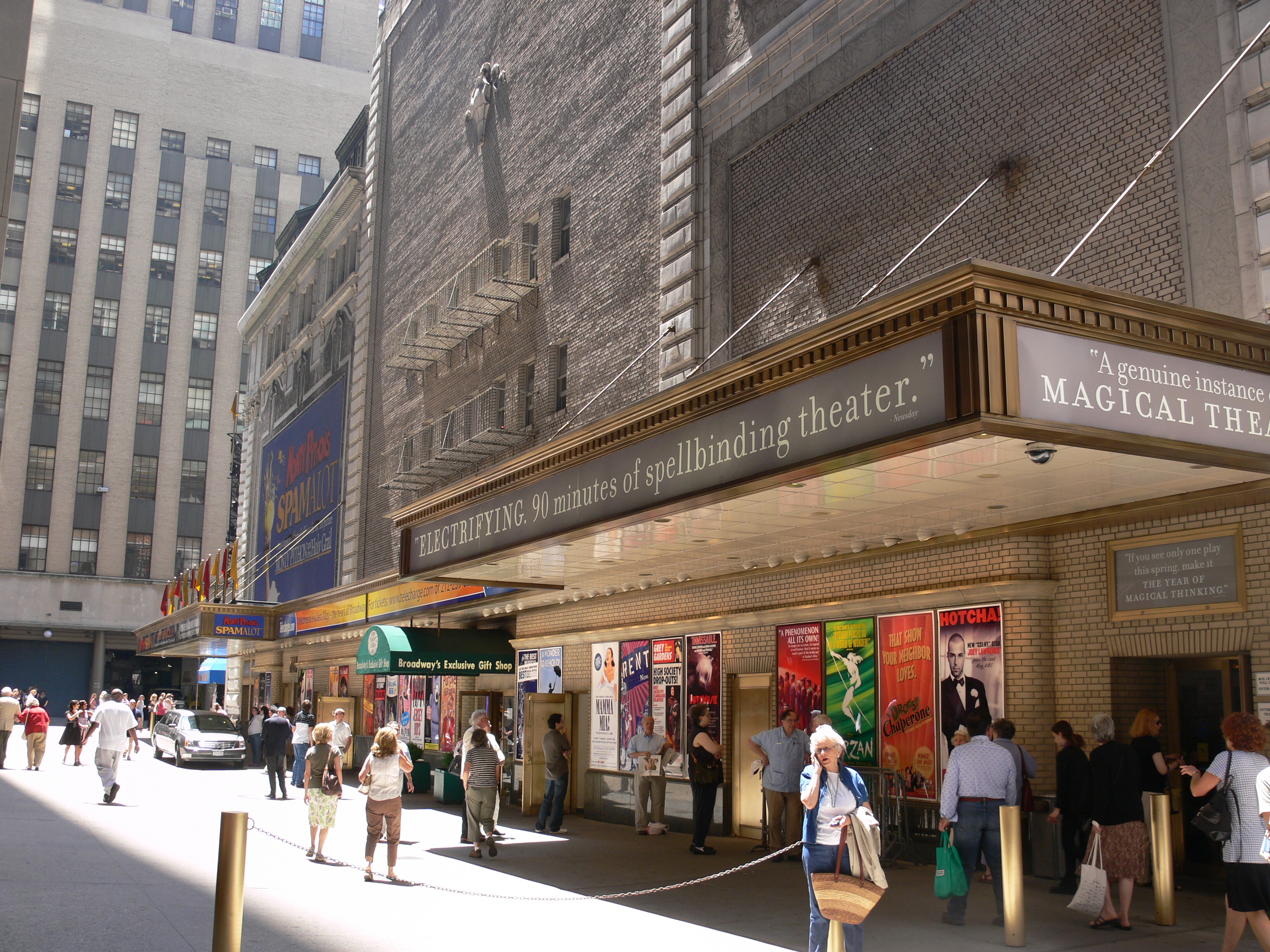
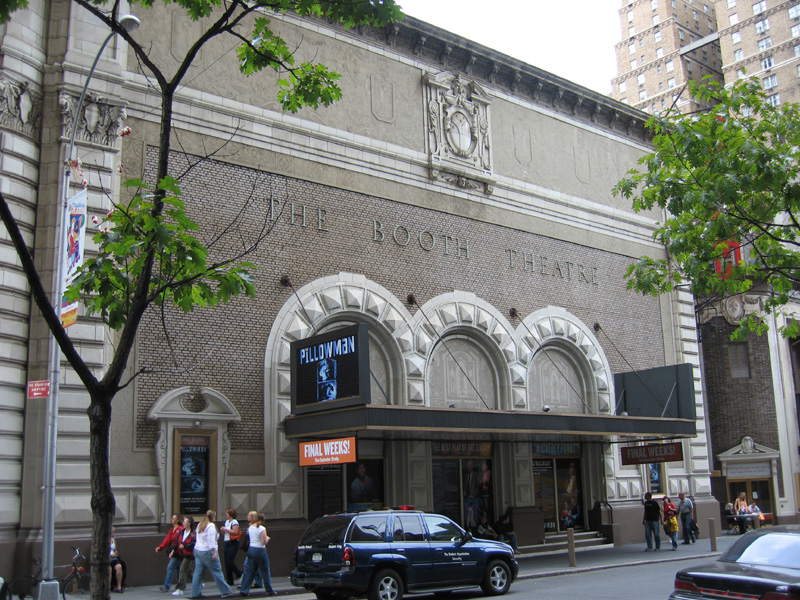